# Vittorio Sereni
Vittorio Sereni (Luino, Lombardía, 27 de julio de 1913 — Milán, 10 de febrero de 1983) fue un poeta y traductor italiano. Su poesía tiene un estilo realista, con una fuerte componente moral. De su temática  destacan sus propias experiencias bélicas durante la Segunda Guerra Mundial en Grecia y Sicilia y su cautiverio en África. Como traductor, realizó versiones de Pierre Corneille, Paul Valéry o William Carlos Williams.

## Obras
- Frontiera (1941)
- Diario d’Algeria (1947)
- Gli strumenti umani (1965)
- Un posto in vaccanza (1971)